# キラキラレコード
キラキラレコード は、日本のインディーズレーベル。
1990年創設。テクノから弾き語り、ロックバンドまで幅広いジャンルのリリースを行う。自社主催のライブイベント「キラキラ☆ナイト」や定期的なオムニバスCDリリースにより、新人発掘を行うという手法をとっている。

## 主な所属アーティスト
過去に所属していたアーティストも含む。
- 大正九年
- 金谷ヒデユキ
- 幹てつや
- ドッグ・オブ・ベイ（サンボマスターのボーカル・山口 隆がギタリストとして参加していたバンド）
- サンダルバッヂ
- 天空快
- 有刺鉄線
- Flamingo Edge
- WILD FLOWeRS
- S.F.B.X.(SEXFACTOR BEAUTY EXPLOSION)
- STONE FREE
- 童心スチャラカ（現在はパオパオ堂。として活動）
- Pelikan